# Isaac Tshibangu
Isaac Tshibangu Tshikuna (Kinshasa, 17 mei 2003) is een Congolees voetballer die sinds 2021 uitkomt voor de jeugd van RSC Anderlecht.

## Clubcarrière
Tshibangu genoot zijn jeugdopleiding bij FC Lokolo Moto en AS Dragons. Op zestienjarige leeftijd verhuisde hij naar TP Mazembe, waarmee hij in de seizoenen 2019/20 en 2020/21 uitkwam in de CAF Champions League. In juli 2021 stapte hij over naar RSC Anderlecht, waar hij een contract voor drie seizoenen ondertekende.

## Interlandcarrière
Tshibangu maakte op 18 september 2019 zijn interlanddebuut voor Congo-Kinshasa in een vriendschappelijke interland tegen Rwanda (2-3-verlies).